# 153-тя окрема механізована бригада (Україна)
153-тя окрема механізована бригада (153 ОМБр) — з'єднання Сухопутних військ Збройних сил України чисельністю у бригаду.

## Історія
28 грудня 2023 року було повідомлено про створення 153-ї механізованої бригади як однієї з п'яти нових механізованих бригад. Вона була підпорядкована оперативному командуванню «Північ». Ядро бригади склали кулеметники з 72-ї окремої механізованої бригади взводу Назарія Кішака. Приєдналася також група, сформована в лютому 2022 року добровольцями з Івано-Франківської області, які спершу були підрозділом Союзу територіальної оборони, а згодом воювали з 72-ю ОМБр при обороні Кодеми, Бахмута і Вугледара. Одним з облич бригади стала Оксана Рубаняк, позивний Ксена, 20-річна блогерка.
На початку квітня 2024 року Михайло Ткач та Севгіль Мусаєва оголосили про збір коштів на БпЛА для бригади, яка вже зазначалася як піхотна, а не механізована. 11 квітня 2024 року ГШ ЗСУ опублікував відео про тренування 153-ї піхотної бригади. У травні 2024 року військовий оглядач Forbes також написав, що через брак гусеничної бронетехніки в України 153-тя механізована бригада мусила змінити тип на піхотну.

### Бої на Харківщині
27 травня 2024 року бригада повідомила, що взвод БпАК брав участь у боях на харківському напрямку.
З червня 2024 року бригада знову зазначалася як механізована і офіційна сторінка повернула стару назву 153 окрема механізована бригада.
29 серпня 2024 на офіційній сторінці бригади командир бригади Андрій Сотніченко привітав військовослужбовців з річницею створення бригади, а також підтвердив, що деякі воїни бригади беруть участь у наступальній операції в Курській області, змушуючи війська окупантів відступити від українських кордонів.
У січні 2025 року Юрій Бутусов написав про проблеми в бригаді, що були схожі на проблеми в 155-й бригаді. Хоча під час навчання в Німеччині випадки дезертирства були поодинокі, але по поверненню в Україну та після виїзду на фронт в бригаді почалось масове самовільне залишення частини в результаті організаційних та управлінських прорахунків. Бутусов сказав, що бригада отримала тисячі людей, батальйон БМП M2 Bradley та іншу цінну бойову техніку, але не отримала необхідної кількості досвідчених компетентних командирів, дронів, забезпечення та справних машин для логістики. Підготовлених бійців кілька разів забирали у процесі формування на поповнення інших військових частин. Не було запущено систему ситуаційної обізнаності та супроводу дронами дій піхоти, та не поставлено антидронових систем. Нестача запчастин M2 Bradley означала, що одна рота могла мати лише 2-3 повністю справні БМП, тоді як інші ремонтувалися. Наостанок, час підготовки та злагодженості був недостатній: повноцінного циклу підготовки в Україні не було, а підготовка в ФРН була фрагментованою та не системною.

## Структура
- Танковий батальйон[10]
- Медичний пункт[11]
- Група розвідки[12]

## Оснащення
Бронетехніка
- M2 Bradley[9]

Безпілотні засоби: 
- DJI Mavic 3[13]
- А1-СМ «Фурія»[13]

## Командування
- 2024: полковник Сотніченко Андрій Іванович[14][8]

## Символіка
У 153-ї бригади були два варіанти нарукавних знаків, жоден із яких так і не був офіційно затверджений. На одному із них на блакитному полі було зображено абстрактний знак золотого кольору, а на іншому — срібну голову вепра.
Із квітня 2025 року емблемою бригади є стилізоване зображення лодії на колесах. Ідею створити саме такий знак висунув київський історик Андрій Коваль. В нарукавному знаку реалізовано символіку механізованого підрозділу через ретроспективу літописних згадок про «Повість временних літ», де було описано легендарний похід київського князя Олега Віщого на Царгород, під час якого Олег звелів зробити своїм воїнам колеса і поставити на них кораблі.
У цьому поході князь Олег застосував тактику, яка стала справжнім сюрпризом для ворога. Він наказав витягти кораблі на суходіл і встановити їх на колеса. Дочекавшись попутного вітру, підняли вітрила і бойові стяги. У такий спосіб, обійшовши місто, руські воїни на своїх «кораблях на колесах», лодіях, суходолом підійшли до міських воріт. Це стало шоком для захисників Константинополя, які очікували нападу лише з моря.

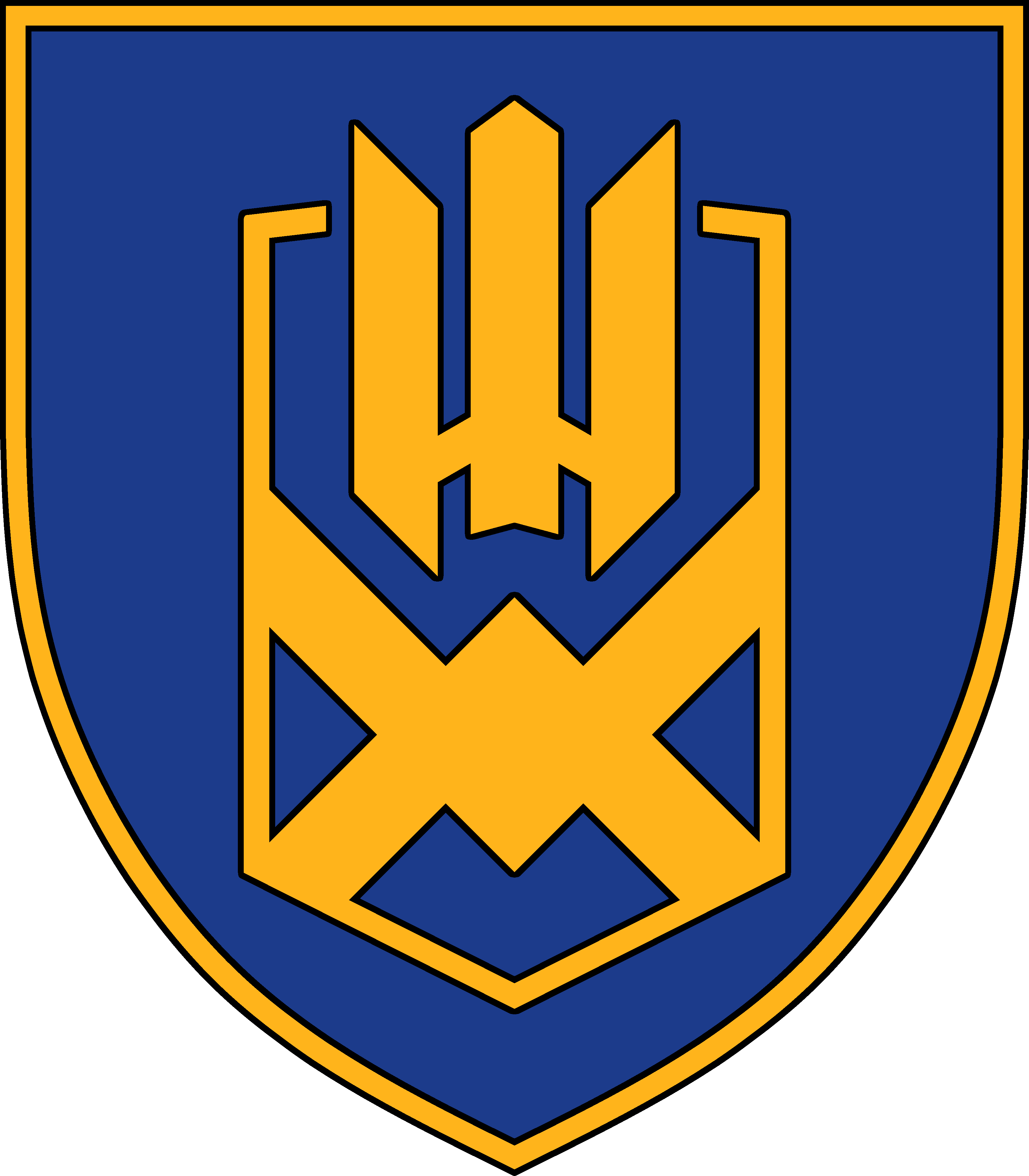
Неофіційний нарукавний знак (2023—2024)
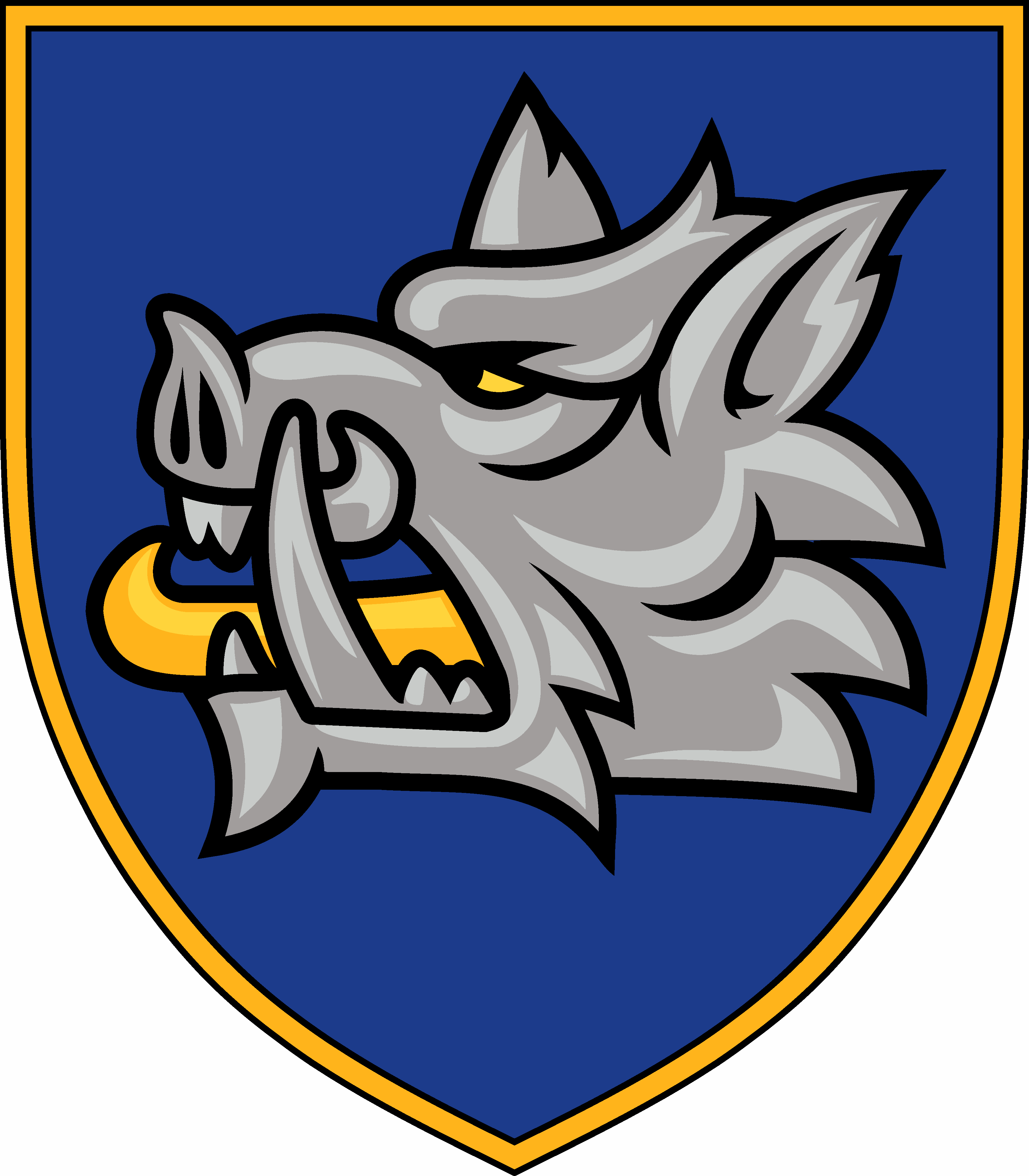
Неофіційний нарукавний знак (2024—2025)
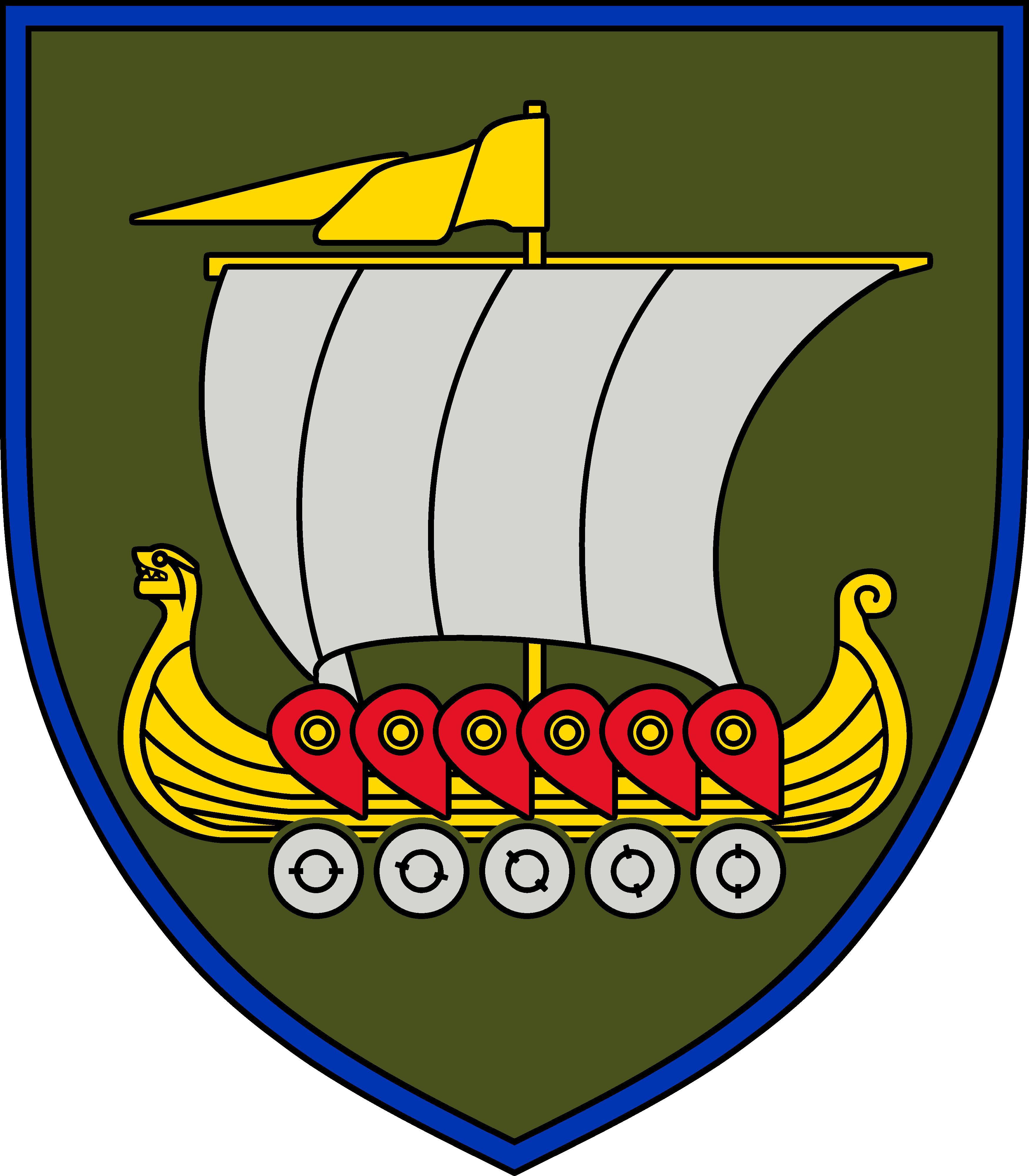
Нарукавний знак (З 2025)

## Втрати
- 29 жовтня 2024 — Шевчук Антон [Растішка], майор медичної служби, керівник евакуаційного відділення медичної роти, м. Львів.[20][21]
- 20 лютого 2025 — Шкляр Андрій [Сар], молодший лейтенант, заступник командира роти. 12 січня 1997, м. Фастів. Загинув на Херсонщині.[22]
- 12 березня 2025 — Барандич Олександр Анатолійович [Дизель], майор, командир 2-го механізованого батальйону, м. Обухів.[23]